# Atlus
Atlus Co., Ltd. (Japans: 株式会社アトラス Romaji: Kabushiki-gaisha Atorasu) is een Japans computerspelontwikkelaar, uitgever en distributeur. Het bedrijf is sinds 2013 een onderdeel van Sega. Atlus is bekend om het ontwikkelen van enkele series, zoals Megami Tensei, Persona, Etrian Odyssey en Trauma Center. De bedrijfsmascotte is een duiveltje uit Shin Megami Tensei, genaamd "Jack Frost".

## Geschiedenis
Atlus werd opgericht op 7 april 1986 en begon als ontwikkelaar voor andere bedrijven. In deze beginjaren bleef de naam Atlus onvermeld, maar de naamsbekendheid groeide later gestaag uit. In 1989 werd het eerste spel gepubliceerd, genaamd Kwirk.
In oktober 2003 werd Atlus overgenomen door het Japanse speelgoedbedrijf Takara. Op 20 november 2006 werd Atlus een onderdeel van Index Holdings. In 2013 won Sega Sammy Holdings een bod om het failliete Index over te nemen. Alle merknamen en licenties werden hierbij overgedragen, waaronder ook het Atlus-merk.

## Europese distributie
Atlus heeft geen Europese divisie voor het distribueren van titels binnen deze regio. In plaats hiervan werden titels tot april 2016 uitgebracht via Nippon Ichi Software (NIS) en het Amerikaanse NIS America. Na de overname door Sega Sammy Holdings werd de samenwerking met NIS beëindigd. Na een overeenkomst werd Deep Silver de nieuwe distributeur voor Europa en Oceanië.

## Computerspellen
Een selectie van computerspellen en spelseries die door Atlus zijn ontwikkeld en/of uitgegeven.
- Megami Tensei-serie
- Persona-serie
- Etrian Odyssey-serie
- Trauma Center-serie
- Bonk's Adventure (1989)
- Jack Bros. (1995)
- Princess Crown (1997)
- Kartia: The Word of Fate (1998)
- Maken X (1999)
- Rule of Rose (2006)
- Catherine (2011)